# Vague à l'âme
Cet article possède un paronyme, voir Vagues à l'âme.
Vague à l'âme (バスルーム寓話, Bathroom Gūwa) est un shōjo manga dessiné et écrit par Mari Okazaki. Il s'agit d'un recueil de quatre nouvelles.
Le manga est prépublié dans le magazine Bouquet de l'éditeur Shūeisha en 1994 puis publié en un tome relié le 7 juillet 2000 par l'éditeur Asukashinsha. Sa version francophone a été publiée en 2006 par les éditions Akata/Delcourt.

## Synopsis
Les vacances de l'été 1996
Conte allégorique de la salle de bains
Conte de fées estival
Cette nouvelle est également présente à la fin de l'édition francophone du manga Effleurer le ciel.
Pierrot ou le tonnerre d'applaudissements